# Austrian International 2011
Die Austrian International 2011 fanden vom 23. bis zum 26. Februar 2011 in Wien statt. Das Preisgeld betrug 15.000 US-Dollar, was dem Turnier zu einem BWF-Level von 4A verhalf. Der Referee war Klaus-Michael Becker aus Deutschland. Es war die 40. Austragung dieser offenen internationalen Meisterschaften von Österreich im Badminton.

## Austragungsort
- Wiener Stadthalle B, Vogelweidplatz 14

## Sieger und Platzierte
| Disziplin    | Gold                          | Silber                            | Bronze                                     |
| ------------ | ----------------------------- | --------------------------------- | ------------------------------------------ |
| Herreneinzel | Hsu Jen-hao                   | Dmytro Zavadsky                   | Kenn Lim                                   |
| Herreneinzel | Hsu Jen-hao                   | Dmytro Zavadsky                   | Vladimir Ivanov                            |
| Dameneinzel  | Nozomi Okuhara                | Mayu Sekiya                       | Sayaka Takahashi                           |
| Dameneinzel  | Nozomi Okuhara                | Mayu Sekiya                       | Susan Egelstaff                            |
| Herrendoppel | Anthony Clark Chris Langridge | Hiroyuki Saeki Ryota Taohata      | Ruud Bosch Koen Ridder                     |
| Herrendoppel | Anthony Clark Chris Langridge | Hiroyuki Saeki Ryota Taohata      | Peter Zauner Roman Zirnwald                |
| Damendoppel  | Yuriko Miki Koharu Yonemoto   | Line Damkjær Kruse Marie Røpke    | Leanne Choo Renuga Veeran                  |
| Damendoppel  | Yuriko Miki Koharu Yonemoto   | Line Damkjær Kruse Marie Røpke    | Miri Ichimaru Shiho Tanaka                 |
| Mixed        | Wong Wai Hong Chau Hoi Wah    | Mads Pieler Kolding Julie Houmann | Tim Dettmann Ilse Vaessen                  |
| Mixed        | Wong Wai Hong Chau Hoi Wah    | Mads Pieler Kolding Julie Houmann | Mikkel Delbo Larsen Mie Schjøtt-Kristensen |

## Finalergebnisse
| Disziplin    | Sieger                        | Finalist                          | Ergebnis    |
| ------------ | ----------------------------- | --------------------------------- | ----------- |
| Herreneinzel | Hsu Jen-hao                   | Dmytro Zavadsky                   | 21:15 21:12 |
| Dameneinzel  | Nozomi Okuhara                | Mayu Sekiya                       | 21:6 21:16  |
| Herrendoppel | Anthony Clark Chris Langridge | Hiroyuki Saeki Ryota Taohata      | 21:15 21:16 |
| Damendoppel  | Yuriko Miki Koharu Yonemoto   | Line Damkjær Kruse Marie Røpke    | 26:24 21:15 |
| Mixed        | Wong Wai Hong Chau Hoi Wah    | Mads Pieler Kolding Julie Houmann | 21:17 21:11 |